# Italiens Grand Prix 1956
Italiens Grand Prix 1956 var det sista av åtta lopp ingående i formel 1-VM 1956.  

## Resultat
- 1 Stirling Moss, Maserati, 8+1 poäng
- 2 Peter Collins, Ferrari[1], 3
- = Juan Manuel Fangio, Ferrari[1], 3
- 3 Ron Flockhart, Connaught-Alta, 4
- 4 Paco Godia, Maserati, 3
- 5 Jack Fairman, Connaught-Alta, 2
- 6 Luigi Piotti, Luigi Piotti (Maserati)
- 7 Emmanuel de Graffenried, Scuderia Centro Sud (Maserati)
- 8 Juan Manuel Fangio, Ferrari[2]
- = Eugenio Castellotti, Ferrari[2]
- 9 André Simon, Gordini
- 10 Gerino Gerini, Scuderia Guastalla (Maserati)
- 11 Roy Salvadori, Gilby Engineering (Maserati)

### Förare som bröt loppet
- Luigi Musso, Ferrari (varv 47, styrning)
- Umberto Maglioli, Maserati[3]
- Jean Behra, Maserati[3] (42, styrning)
- Harry Schell, Vanwall (32, transmission)
- Jean Behra, Maserati[4] (23, tändfördelare)
- Bruce Halford, Bruce Halford (Maserati) (16, motor)
- Maurice Trintignant, Vanwall (13, transmission)
- Piero Taruffi, Vanwall (12, oljeläcka)
- Eugenio Castellotti, Ferrari[5] (9, däck)
- Luigi Villoresi, Maserati[6]
- Joakim Bonnier, Maserati[6] (7, motor)
- Robert Manzon, Gordini (7, chassi)
- Alfonso de Portago, Ferrari (6, däck)
- Les Leston, Connaught-Alta (6, upphängning)
- Hermano da Silva Ramos, Gordini (3, motor)